# Live at the Barrel
Live at the Barrel è un album Live a nome di Jimmy Forrest e Miles Davis, pubblicato dalla Prestige Records nel 1983.
Nel 1984 la Prestige Records pubblicò Live at the Barrel, Volume Two, ossia i brani rimanenti dello stesso concerto di Live at the Barrel; nel 1996, su CD uscì, sempre a cura della stessa label, il concerto integrale.

## Tracce
Lato A
1. Ray's Idea – 8:30 (Raymond Brown, Gil Walter Fuller)
2. A Night in Tunisia – 8:25 (Dizzy Gillespie, Frank Paparelli)

Durata totale: 16:55
Lato B
1. Wee Dot – 10:24 (J.J. Johnson)
2. What's New – 7:00 (Johnny Burke, Bob Haggart)

Durata totale: 17:24
LP del 1984, dal titolo Live at the Barrel, Volume Two, pubblicato dalla Prestige Records (PR 7860)
Lato A
1. Perdido – 9:21 (Ervin Drake, H.J. Lengsfelder, Juan Tizol)
2. All the Things You Are – 10:07 (Oscar Hammerstein II, Jerome Kern)

Durata totale: 19:28
Lato B
1. Our Delight – 7:22 (Tadd Dameron)
2. Lady Bird – 6:42 (Tadd Dameron)
3. Oh, Lady Be Good – 4:20 (Ira Gershwin, George Gershwin)

Durata totale: 18:24
Edizione CD del 1996, pubblicato dalla Prestige Records (VICJ-2016)
1. Ray's Idea – 8:30 (Gil Walter Fuller, Raymond Brown)
2. A Night in Tunisia – 8:25 (Dizzy Gillespie, Frank Paparelli)
3. Wee Dot – 10:24 (J.J. Johnson)
4. What's New – 7:00 (Johnny Burke, Bob Haggart)
5. Perdido – 9:21 (Ervin Drake, H.J. Lengsfelder, Juan Tizol)
6. All the Things You Are – 10:07 (Oscar Hammerstein II, Jerome Kern)
7. Our Delight – 7:22 (Tadd Dameron)
8. Lady Bird – 6:42 (Tadd Dameron)
9. Oh Lady, Be Good – 4:17 (Ira Gershwin, George Gershwin)

Durata totale: 72:08

## Musicisti
- Jimmy Forrest - sassofono tenore
- Miles Davis - tromba
- Charles Fox - pianoforte
- Johnny Mixon - contrabbasso
- Oscar Oldham - batteria
- Sconosciuto - congas